# Birnin Kebbi
Birnin Kebbi   este un oraș  în  Nigeria. Este reședința  statului  Kebbi.